# International Boxing Organization
L'International Boxing Organization (IBO) è un'organizzazione professionistica di pugilato che sancisce incontri valevoli per il titolo mondiale e altri titoli minori.

## Storia
È stata fondata nel 1988 e incorporata in Illinois nel 1993 da John Daddono. L'organizzazione si è spostata successivamente in Florida nel 1998. È da precisare che il titolo mondiale IBO non è ufficialmente riconosciuto in tutto il mondo.
Dal 1998 il presidente è Ed Levine.

## Attuali detentori del titolo IBO

### Maschile
| Categorie di peso: | Attuali campioni:      | Inizio regno:     |
| ------------------ | ---------------------- | ----------------- |
| Paglia             | Nkosinathi Joyi        | 16 dicembre 2019  |
| Minimosca          | Vacante                |                   |
| Mosca              | Maximino Flores        | 25 agosto 2019    |
| Supermosca         | Gideon Buthelezi       | 12 dicembre 2015  |
| Gallo              | Michell Banquez        | 12 luglio 2019    |
| Supergallo         | Vacante                |                   |
| Piuma              | Vacante                |                   |
| Superpiuma         | Antony Cacace          | 24 Settembre 2022 |
| Leggeri            | Vacante                |                   |
| Superleggeri       | Jeremias Nicolas Ponce | 14 settembre 2019 |
| Welter             | Vacante                |                   |
| Superwelter        | Erislandy Lara         | 29 agosto 2020    |
| Medi               | Gennadij Golovkin      | 5 ottobre 2019    |
| Supermedi          | Lerrone Richards       |                   |
| Mediomassimi       | Robin Krasniqi         | 10 Ottobre 2020   |
| Massimi leggeri    | Kevin Lerena           | 9 settembre 2017  |
| Massimi            | Oleksandr Usyk         | 25 settembre 2021 |

### Femminile
| Categorie di peso: | Attuali campioni: | Inizio regno:     |
| ------------------ | ----------------- | ----------------- |
| Paglia             | Vacante           |                   |
| Minimosca          | Vacante           |                   |
| Mosca              | Gloria Gallardo   | 22 novembre 2019  |
| Supermosca         | Vacante           |                   |
| Gallo              | Vacante           |                   |
| Supergallo         | Vacante           |                   |
| Piuma              | Licia Boudersa    | 28 settembre 2019 |
| Superpiuma         | Terri Harper      | 19 luglio 2019    |
| Leggeri            | Estelle Mossely   | 14 giugno 2019    |
| Superleggeri       | Vacante           |                   |
| Welter             | Jessica McCaskill | 15 agosto 2020    |
| Superwelter        | Patricia Berghult | 27 novembre 2019  |
| Medi               | Vacante           |                   |
| Supermedi          | Vacante           |                   |
| Mediomassimi       | Vacante           |                   |
| Massimi leggeri    | Vacante           |                   |
| Massimi            | Vacante           |                   |